# Budapest XX. kerülete

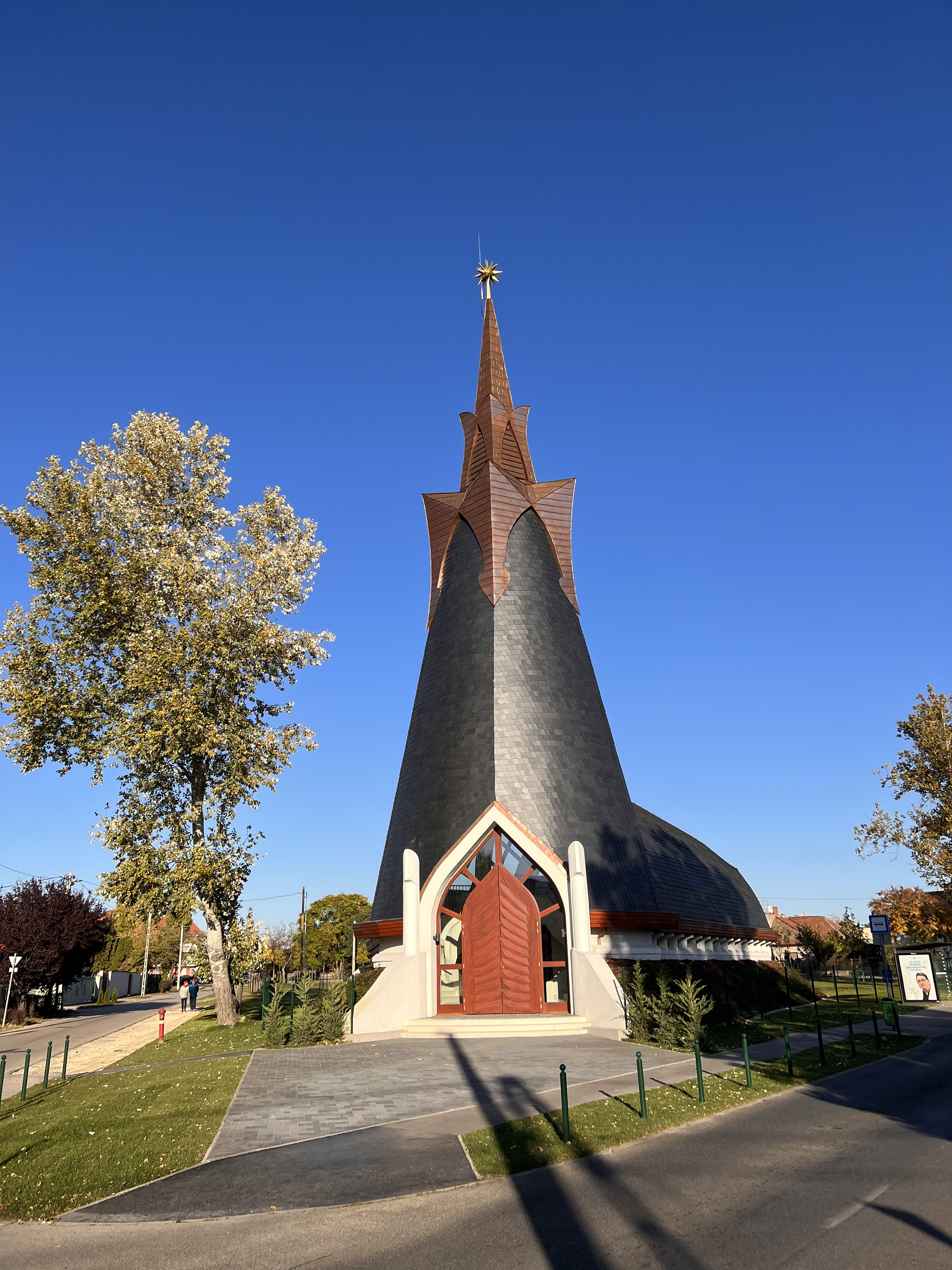
A 2021-ben átadott Összetartozás-templom Gubacsipusztán

Pesterzsébet, Budapest XX. kerülete, a Soroksári-Duna partját érintve Dél-Pesten helyezkedik el. Területe a főváros összterületének 2,3%-a, ezzel Budapest 23 kerülete közül a tizenhetedik helyen áll. A kerület túlnyomórészt lakóingatlanokból áll, ipara elhanyagolható. A kerület fontos intézménye a Jahn Ferenc Dél-pesti Kórház, melyet 1980-ban adtak át.

## Fekvése
Északnyugaton szinte teljes egészében a Határ út mentén a IX. kerülettel határos, a Határ út csücskében bekanyarodik a határvonal a Gubacsi út mentén a Lidl áruháznál, majd az Elmű Pesterzsébet Alállomásnál visszafordul a Határ út további részére, északkeleten az M5-ös autópálya bevezető szakasza (a Nagykőrösi út) választja el a XIX. kerülettől, délről a kerületről levált Soroksár, a XXIII. kerület határolja, míg a nyugati szélen a Ráckevei (vagy Soroksári)-Duna, melynek túloldalán Csepel, a XXI. kerület fekszik. A folyót áthidaló Gubacsi híd (vagy Csepeli átjáró) köti össze a városrészt a Csepel-szigettel.
A kerület forgalma viszonylag csendes, mert a nagy forgalmat lebonyolító utak jelentős része a kerület peremén fut végig (nyugati oldalon a Soroksári út, a keletin az M5-ös autópálya bevezető szakasza, északon a Határ út). Déli irányból vasúton a leggyorsabb megközelítési mód a H6-os HÉV, valamint a Budapest–Kunszentmiklós-Tass–Kelebia-vasútvonal. Mindkét vasútnak a városközpont közelében vannak megállói.
| Városrész neve | Utcanevek jellege                                   | Irányítószám szerint   | Látnivalók                        |
| -------------- | --------------------------------------------------- | ---------------------- | --------------------------------- |
| Erzsébetfalva  | híres magyar személyiségnevek                       | 1201, 1203, 1204, 1205 | Városháza, Szent Erzsébet-templom |
| Gubacs         | vízisportokkal, régi téglagyárral kapcsolatos nevek | 1203                   | Duna                              |
| Gubacsipuszta  | régi magyar városnevek és területelnevezések        | 1202, 1204             | Újtelepi-parkerdő                 |
| Pacsirtatelep  | férfinevek                                          | 1201                   | Pestszenterzsébeti temető         |
| Szabótelep     | híres magyar személyiségnevek                       | 1201, 1204,            | Klapka téri templom               |

## Története
A Soroksárhoz tartozó Gubacs puszta területén az 1860-as évektől két telep alakult ki parcellázások útján. Az egyik Erzsébet királyné, I. Ferenc József felesége tiszteletére az Erzsébetfalva nevet kapta, a másiknak Kossuth Lajos után Kossuthfalva lett a neve. A két telep 1897-ben szakadt el Soroksártól és alakult önálló községgé Erzsébetfalva néven, nagyközségként.
1919-ben, a Tanácsköztársaság alatt a község átmenetileg a Leninváros nevet viselte.
A fiatal település népessége rendkívüli sebességgel növekedett (lásd Demográfia), 1900-ban meghaladta a 15 ezer, 1910-ben a 30 ezer, 1920-ban a 40 ezer, 1930-ban a 67 ezer, 1941-ben pedig már a 76 ezer főt is.
A gyors fejlődésnek köszönhetően Erzsébetfalva 1923-ban rendezett tanácsú várossá alakult, elnevezése 1924-től Pesterzsébet lett, így feloldva a név és a rang közötti ellentmondást. 1932-ben újabb névváltoztatásra került sor, az Erzsébet nevet a korszellemnek megfelelően átértelmezték, és a város Árpád-házi Szent Erzsébet halálának hétszázadik évfordulója alkalmából a Pestszenterzsébet nevet kapta.
A város gazdasági és közösségi életében komoly törést jelentett a második világháború. 1944 áprilisában és májusában összesen négy nagy bombatámadás rombolta le szinte a város teljes infrastruktúráját.
Pestszenterzsébet 1950. január 1-jétől több más településsel együtt Budapest része lett és ettől kezdve 1994-ig Soroksárral a főváros XX. kerületét alkotta. Az 1950–1990 közötti időszakban a kerületre, illetve a városrészre a Pesterzsébet elnevezést használták, és ezt a nevet használja ma is a kerületi önkormányzat.
A kerület nyugati peremén, Gubacsidűlő és Gubacs határán található az 1924-ben átadott Gubacsi híd, amely a XXI. kerülettel teremtett kapcsolatot. A hídtól délre a Gubacsi lakótelep 1953–1957 között épült, jellegzetes szocreál stílusban.
A Soroksári út folytatásaként a Helsinki út 1976–1980 között épült ki irányonként három forgalmi sávosra. Ekkor készült el a Csepeli átjáró felüljárója a Gubacsi híd és a Topánka utca között. Az 1970-ben elkészült, irányonként egy forgalmi sávos Nagysándor József utcai felüljáró helyett 1989-ben irányonként két sávos kapacitású felüljáró épült. Az M5-ös autópálya Nagykőrösi úti bevezető szakasza 1984-ben készült el irányonként három sávosra.
A kerület központjában a nagyrészt komfort nélküli zsúfolt házak helyén 1962–1987 között, budapesti és kecskeméti elemekből készült házgyári panelházakból álló lakótelepet építettek fel. Ekkor a Topánka utcát mai formájára kiszélesítették, így a korábbi főutca, a Kossuth Lajos utca forgalma jelentősen lecsökkent. Ezért a belső szakaszán az 1990-es évek végén sétálóutcát alakíthattak ki, amit a helyiek „Kosuti”-nak neveznek. A Topánka és a Vörösmarty utca sarkán 1985-ben adták át a Erzsébet Áruházat.
Miután 1992-ben Soroksár lakói népszavazáson nyilvánították ki ez irányú szándékukat, 1994-ben létrejött Budapest XXIII. kerülete, így azóta a XX. kerület megegyezik az egykor önálló Erzsébetfalvával. 1999-ben a kerület, illetve a városrész elnevezését harmadszorra is Pesterzsébetre változtatták, visszatérve így az eredeti névadó, Erzsébet királyné emlékéhez. A Gubacsi lakóteleptől délre 2000–2005 között épült fel a Mediterrán lakópark.
A Fővárosi Közgyűlés 2012. december 12-én kelt, városrészeket rendező határozatában jelentősen átalakította a kerület ilyetén felosztását: Pesterzsébet-ből Erzsébetfalva, Pesterzsébet-Szabótelep-ből pedig Szabótelep lett, létrejött Gubacs, a többi városrész területe pedig módosult. A kerület neve változatlan maradt.

## Politika

### Polgármesterei
- 1990–1994: Perlaki Jenő(wd)[13] (Fidesz)[14]
- 1994–1998: Perlaki Jenő (Fidesz-KDNP-MDF)[15]
- 1998–2002: Szabados Ákos (MSZP-SZDSZ)[16]
- 2002–2006: Szabados Ákos (MSZP)[17]
- 2006–2010: Szabados Ákos (MSZP)[18]
- 2010–2014: Szabados Ákos (MSZP)[19]
- 2014–2019: Szabados Ákos (MSZP-DK-Együtt-PM)[20]
- 2019–2024: Szabados Ákos (független)[21]
- 2024– : Szabados Ákos (független)[2]

### A 2024-es önkormányzati választás eredménye
- A polgármester-választás eredménye[22]

| Jelölt neve        | Jelölő szervezet(ek) | Jelölő szervezet(ek)                                    | Szavazatok száma | Szavazatok aránya |
| ------------------ | -------------------- | ------------------------------------------------------- | ---------------- | ----------------- |
| Szabados Ákos      |                      | Független                                               | 13 084           | 49,60%            |
| Fekete Katalin     |                      | DK – Momentum – MSZP – LMP – Zöldek – Párbeszéd- ZÖLDEK | 9326             | 35,35%            |
| Tóth Zoltán József |                      | Mi Hazánk                                               | 2097             | 7,95%             |
| Nemes László       |                      | Szolidaritás – Lokálpatrióták7 – Helló Pesterzsébetiek  | 1314             | 4,98%             |
| Rovó László Attila |                      | Jobbik                                                  | 558              | 2,12%             |
| Összesen           |                      |                                                         | 26 379           | 100%              |

- A képviselőtestület-választás eredménye[23]

| Párt | Párt                                                    | Mandátumok | Képviselő-testület | Képviselő-testület | Képviselő-testület | Képviselő-testület | Képviselő-testület | Képviselő-testület | Képviselő-testület | Képviselő-testület | Képviselő-testület | Képviselő-testület | Képviselő-testület | Képviselő-testület | Képviselő-testület |
| ---- | ------------------------------------------------------- | ---------- | ------------------ | ------------------ | ------------------ | ------------------ | ------------------ | ------------------ | ------------------ | ------------------ | ------------------ | ------------------ | ------------------ | ------------------ | ------------------ |
|      | DK – Momentum – MSZP – LMP – Zöldek – Párbeszéd- ZÖLDEK | 8          |                    |                    |                    |                    |                    |                    |                    |                    |                    |                    |                    |                    |                    |
|      | Fidesz – KDNP                                           | 7          |                    |                    |                    |                    |                    |                    |                    |                    |                    |                    |                    |                    |                    |
|      | Független                                               | 1          | P                  |                    |                    |                    |                    |                    |                    |                    |                    |                    |                    |                    |                    |
|      | Mi Hazánk                                               | 1          |                    |                    |                    |                    |                    |                    |                    |                    |                    |                    |                    |                    |                    |
|      | Szolidaritás – Lokálpatrióták7 – Helló Pesterzsébetiek  | 1          |                    |                    |                    |                    |                    |                    |                    |                    |                    |                    |                    |                    |                    |

## Népesség
A XX. kerület lakónépessége 2022. október 1-jén 63 512 fő volt, ami Budapest össznépességének 3,8%-át tette ki. A 2011-es népszámlálás óta 846 fővel csökkent a kerület lakosság száma. Ebben az évben az egy km²-re jutó lakók száma, átlagosan 5210 ember volt. A XX. kerület népesség korösszetétele igen kedvezőtlen. 2022-ben a kerület lakónépességének a 12%-a 14 évnél fiatalabb, míg a 65 éven felülieké 22% volt. 2021-ben a férfiaknál 69,8, a nőknél 77,1 év volt a születéskor várható átlagos élettartam. A legmagasabb befejezett iskolai végzettség szerint az érettségi végzettséggel rendelkezők élnek a legtöbben a kerületben 21 828 fő, utánuk következő nagy csoport a diplomával rendelkezők 13 833 fővel. 2022-ben a 6 évnél idősebb népesség 87%-nál volt internet elérési lehetősége. A népszámlálás adatai alapján a kerület lakónépességének 11,2%-a, mintegy 7121 személy vallotta magát valamely kisebbséghez tartozónak. A kisebbségek közül cigány, német és ukrán nemzetiségűnek vallották magukat a legtöbben.
A 19. század utolsó harmadától a XX. kerület lakosságszáma egyenletesen növekedett, egészen 1920-ig. A 20-as években hatalmasat nőtt a népesség száma. A második világháború következtében a kerület a lakosságának a 9%-át veszítette el. A háború után fokozatosan nőtt a kerület lakosságszáma, egészen 1970-ig. A legtöbben 1970-ben éltek a kerületben 83 448 fő. A 70-es évektől, egészen napjainkig csökken a kerület népességszáma, ma már kevesebben laknak a XX. kerületben, mint 1930-ban.
A 2022-es népszámlálási adatok szerint a magukat vallási közösséghez tartozónak valló XX. kerületiek túlnyomó többsége római katolikusnak tartja magát. Emellett jelentős egyház a kerületben, még a református. Azonban a lakosság pusztán 33%-a tartotta magát valamely vallási közösség/felekezet tagjának. Továbbá a 2001-es népszámlálási adatokhoz képest, bár a kerület lakossága csak 2000 fővel csökkent, a magát vallási közösséghez/felekezethez tartozónak vallók száma általánosságban lefeleződött.

## Közlekedés

### Fontosabb csomópontok a kerületben
| Megálló neve                  | Átszállási kapcsolatok                                                             |
| ----------------------------- | ---------------------------------------------------------------------------------- |
| Pesterzsébet, Baross utca     | 35, 36, 66E, 119, 148, 151, 166, 224, 224E 923, 934 (hétvége hajnalban), 948, 966  |
| Pesterzsébet, városközpont    | 35, 66, 66B, 66E, 119, 148, 166, 223E, 224, 224E 923, 934 (hétvége hajnalban), 966 |
| Ady Endre utca (Topánka utca) | 35, 66, 66B, 119, 148, 166, 223E, 224, 224E 2B, 51, 52 923, 966                    |
| Ady Endre tér                 | 99, 123, 123A, 224, 224E 923                                                       |

### HÉV-állomások a kerületben
| Állomás neve       | Átszállási kapcsolatok                                                                                |
| ------------------ | --- |
| Pesterzsébet felső | 66, 66B, 224, 224E 626, 627, 628, 629, 630, 631, 632, 635, 636, 650, 653, 654, 655, 659, 660, 661 923 |
| Torontál utca      | 66, 66B, 66E, 166                                                                                     |

### A kerület vasútállomása
| Állomás neve | Átszállási kapcsolatok                                                           |
| ------------ | -------------------------------------------------------------------------------- |
| Pesterzsébet | 66, 66B, 119, 151, 166 630, 631, 632, 635, 636, 650, 653, 654, 655, 659, 661 948 |

## Műemlékek

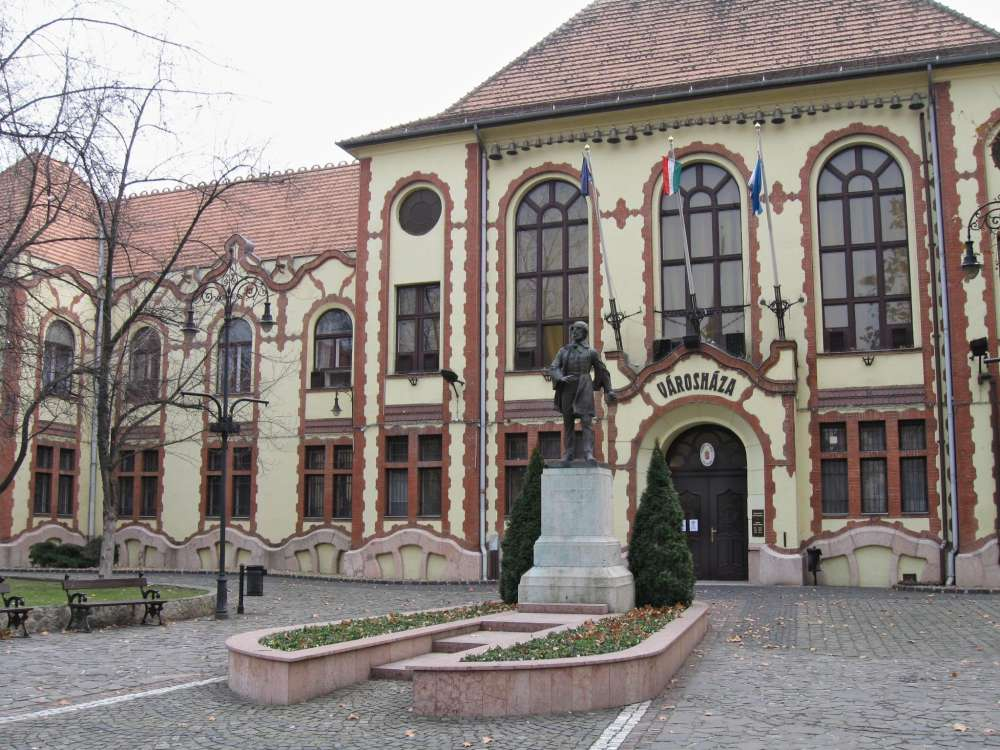
Pesterzsébeti Városháza, az előtérben Kossuth Lajos szobra

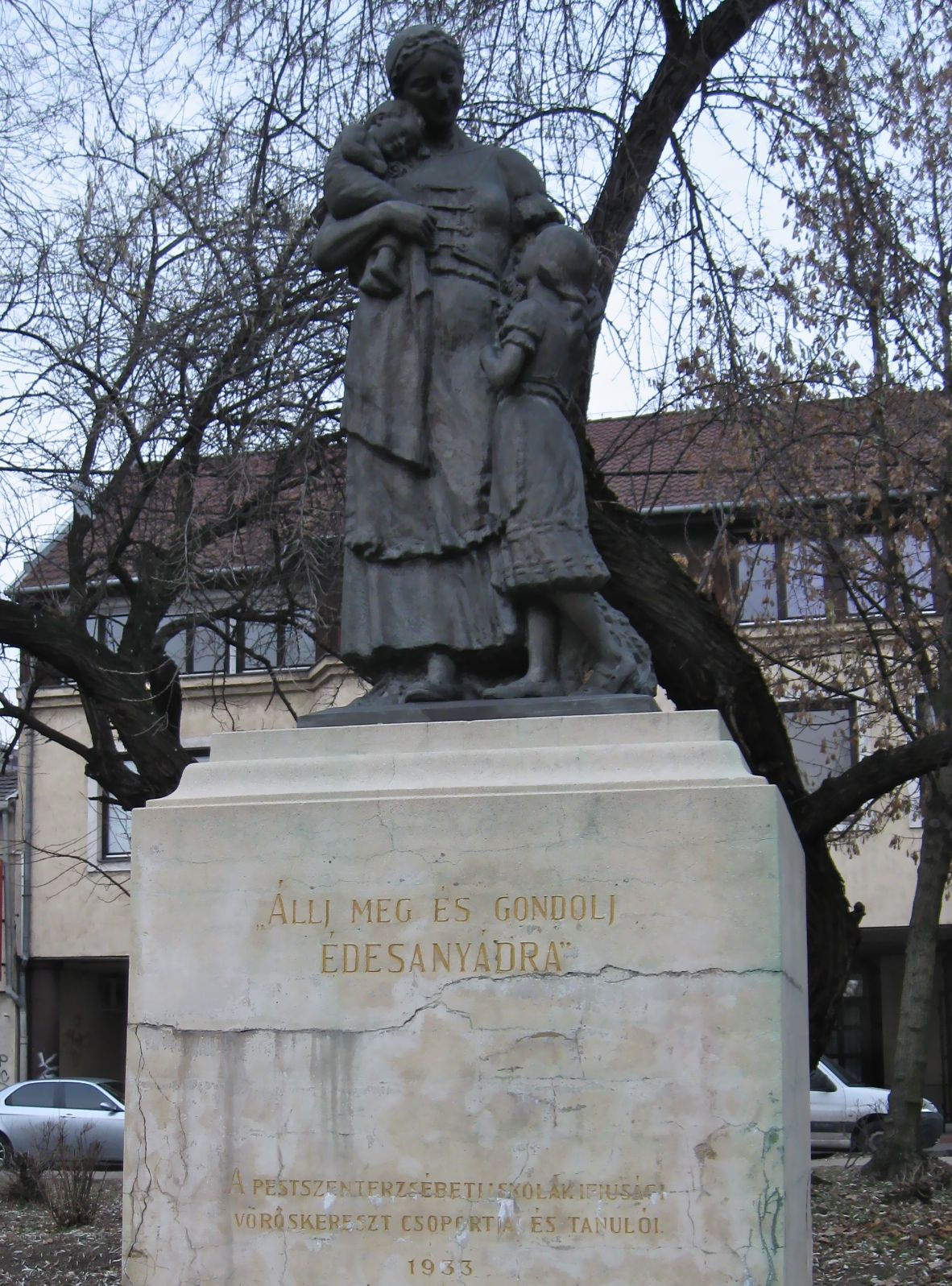
Anyák szobra (Kaszab Károly alkotása)
„Állj meg, és gondolj édesanyádra
A pestszenterzsébeti iskolák ifjúsági vöröskereszt csoportja és tanulói 1933”

Pesterzsébet sokáig nem volt műemlékekben gazdag kerület, de sok műemlék jellegű épület volt megtalálható 1980-ig.  A szabadtéri mozi megsemmisült a második világháborúban, újjáépítve mint Kossuth-mozi lett ismert, egészen az 1986-ban történt bezárásáig. Pesterzsébet gazdag temetkezési vállalkozója építette a Kossuth Lajos utcában állt Schröder-féle házat. Pesterzsébet városközpontjának régi házait a 70-es, 80-as években jórészt elbontották, helyébe modern lakótelepeket építettek. A Szent Erzsébet téren áll az 1906-ban épült plébániatemplom, amelynek freskóit Nagy Sándor, a gödöllői iskola egyik jeles tagja készítette.
Védett emlék a Városháza, amely 1905–1906 között épült. A második világháború sérüléseit csak részben építették újjá. Hiányzik az épület jellegzetes két tornya, a díszes tetőburkolata és az órája. Az épület előtt áll 1909 óta a Horvay János és Füredi Richárd alkotta Kossuth-szobor, amely Budapest elsőként állított Kossuth-szobra. Egyedülálló művészi alkotás a Szent Erzsébet téren látható Anyák szobra. Műemlék jellegű épület az 1925-ben épült régi Vásárcsarnok a Tátra térnél. Védett a régi Pflum mozi épülete. Az eredeti épület XX. század első felének legnagyobb szabadtéri kertmozijaként működött a Török Flóris utcában. A Pflum szabadtéri mozi a második világháborúban megsemmisült, újjáépítve mint Kossuth-mozi lett ismert egészen a bezárásáig; manapság üzletházként funkcionál.
2000 után sokat változott a város arculata, több műtárggyal gazdagodott a kerület. A városháza melletti részen parkot alakítottak ki, itt kapott helyet Petőfi Sándor szobra. A Helsinki út mellett található egy székelykapu, melyet Pesterzsébet testvérvárosával közösen állítottak. E mellett látható egy történelmi zászló, amely Trianonnak állít emléket. A Kossuth Lajos utca, melynek ez a része sétálóutca, jelentősen megváltozott. Burkolatát és az utcai bútorokat kicserélték. A burkolat cseréje és a központ rendezése 2001–2003 között zajlott szakaszosan,akkor épült ki a díszburkolat és alakult ki a ma is látható képe. 2000–2001-ben a korábbi Erzsébet-Áruház parkolóját beépítették, ezzel a városközpont egy kisebb, hangulatosabb zárt egységgé vált. Ekkor növelték meg a zöldfelületek méretét is.
A városházával szemben, a zálogház felé eső oldalon – ahol korábban virágágyások voltak – szökőkutat alakítottak ki, amelynek az ünnepélyes átadása 1996 őszén volt. A városháza homlokzatát kicserélték, és harangjátékot helyeztek el rajta. Az épület előtt található 2004 óta Erzsébet királyné szobra (Meszlényi Molnár János alkotása), melynek érdekessége, hogy a királynét egy kutyával ábrázolja. Széchenyi István mellszobrát, Lelkes Márk művét 2003-ban avatták fel a kerület központjában. A művész másik alkotása, Kölcsey Ferenc mellszobra a Topánka utcában található.  A Városházával szemközti zöldterületen 2011-től Vizsolyi János plasztikáit tekinthetjük meg. A kerület fő temploma, az Árpád-házi Szent Erzsébet-templom is teljes felújításon esett át.
A sportélet fellendítése érdekében 2006 októberében egy jégcsarnokot adtak át a Gubacsi lakótelepen, majd ennek közvetlen szomszédjában 2009-ben nyitotta meg kapuit a Pesterzsébeti uszoda.

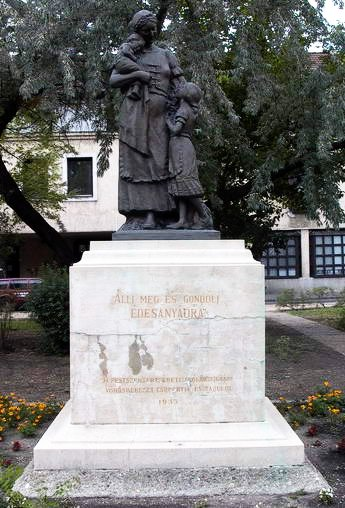
Pesterzsébeti iskolák vöröskeresztes csoportja által felállított szobor, az Édesanyák tiszteletére (1933)
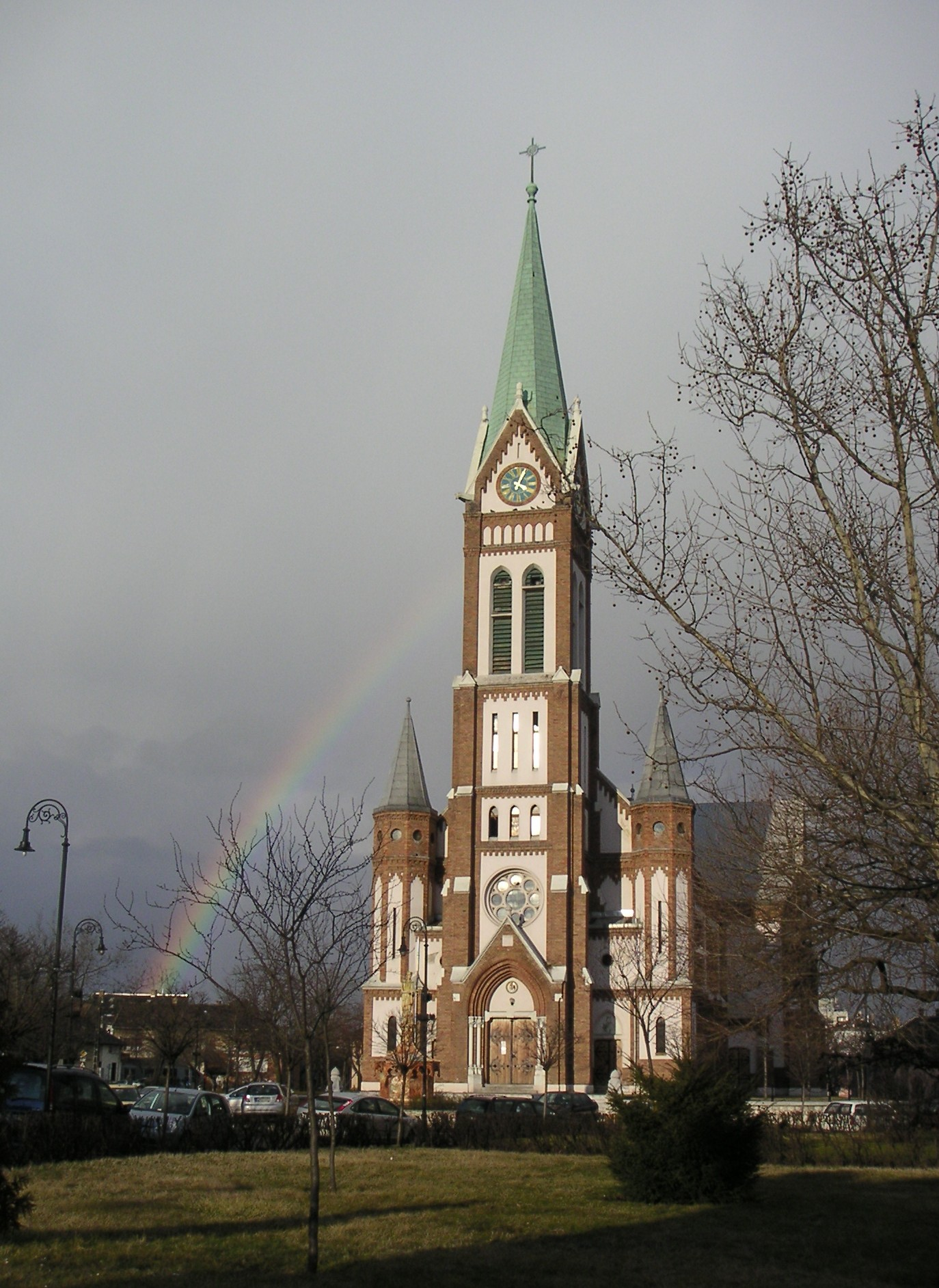
Pesterzsébeti plébániatemplom
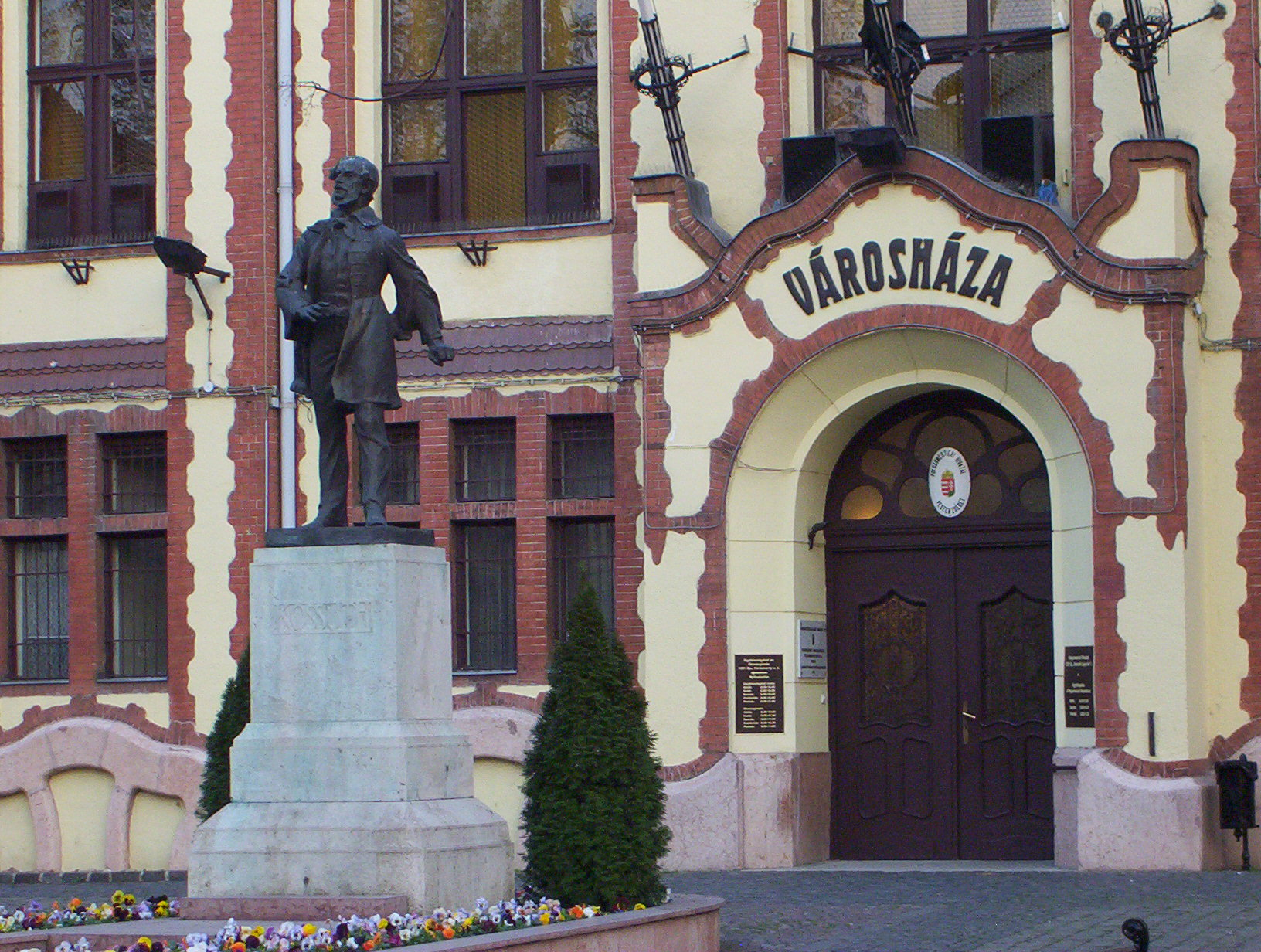
A városháza Kossuth Lajos szobrával
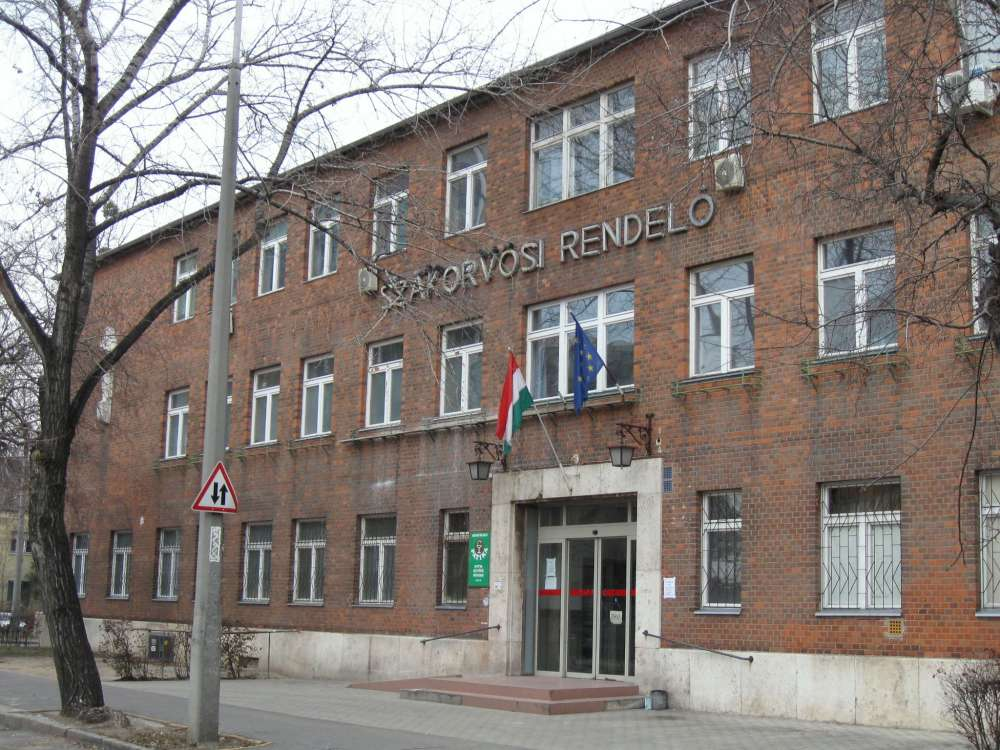
Ady Endre utcai szakorvosi rendelő

## A népesség alakulása
| Év   | Népesség | Házak | Lakások | Megjegyzés                          |
| 1850 | 29       |       |         | Gubacs                              |
| 1869 | 223      |       |         | Gubacs                              |
| 1870 | 1355     |       |         | Erzsébetfalva                       |
| 1890 | 4754     |       |         | Erzsébetfalva                       |
| 1900 | 15732    | 1860  |         | Erzsébetfalva                       |
| 1910 | 30970    |       |         | Erzsébetfalva                       |
| 1920 | 40545    |       |         | Erzsébetfalva                       |
| 1930 | 67907    | 8525  |         | Pesterzsébet                        |
| 1941 | 76876    |       |         | Pestszenterzsébet                   |
| 1949 | 70022    |       |         | Pestszenterzsébet                   |
| 1960 | 101875   |       | 31216   | Budapest XX. kerület (Soroksárral)  |
| 1970 | 107315   |       | 35928   | Budapest XX. kerület (Soroksárral)  |
| 2006 | 64576    |       | 28540   | Budapest XX. kerület (Pesterzsébet) |

## Nevezetességei
A csepeli átjáró mellett található a sós-jódos melegvízű gyógy- és strandfürdő, amely Magyarországon egyedülálló. Két kútja közül az egyik 644 méter mélyről 43 °C-os termálvizet ad, a másik kút sós-jódos vize 112 méter mélyről jön és 15 °C meleg. A gyógyfürdő mellé egy strandot is építettek a nyáron felüdülésre vágyók részére. Gazdasági okok miatt a strand 2001-től, a gyógyfürdő 2005-től zárva volt, teljes körű felújításukat követően 2018. december 17-én nyitották meg részlegesen, majd 2019. július 10-én teljesen a látogatók számára. A fürdőtől délre, a vízparton sorakoznak a csónakházak, a helyi vízi sportélet központjaként számos evezős egyesület működik itt.
A Kis-Duna-parton a Kopaszi-gáton kialakítotthoz hasonló sétányt alakítottak ki  2020–2025 között, több részletben. Ez a terület korábban a csónakházak, illetve a fürdő területe volt. Jelenleg megújult modern környezetben stégekkel és sétaúttal, gyerekeknek játszótérrel illetve a Vakvarjú nevű hellyel várja a kerület lakosait. 2025-ben több úgynevezett stégkoncertet is rendeztek itt.
Külön említést érdemel az egykori Pesterzsébeti zsinagóga épülete, amelyre a számtalan átépítés miatt már nem lehet ráismerni. Ezt a központtól karnyújtásnyira,a Bíró Mihály utcában találtó, jelenleg edzőterem található benne.
A neogót és eklektikus stílusú Pesterzsébeti Múzeumot a Bocsák-villában alakították ki átépítés után. A múzeum a kerület helytörténeténeti gyűjteményének ad helyet.
Pesterzsébet névadójának és védőszentjének Erzsébet királyné emlékköve és Szent Erzsébet szobra állít emléket.
A Gaál Imre Galéria a városrész művészeinek munkáit gyűjti, valamint időszaki kiállításoknak ad otthont. A Rátkai Galéria Rátkay és Gaál Imre művei állandó kiállításának ad helyet.

## Kultúra

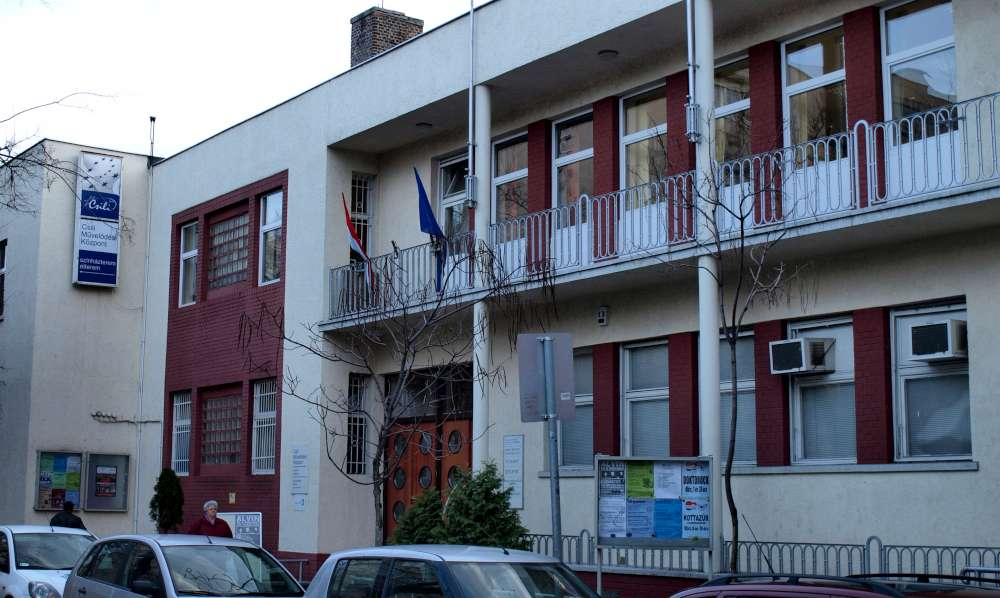
Csili Művelődési Központ, „A” épület

- Művészetoktatás: Lajtha László Művészeti Iskola.
- Erzsébet kulturális központja a Csili, melyben sok kulturális programot szerveznek.
- Ingyenes havi lap a Pesterzsébet, egy 1979 óta megjelenő társadalompolitikai és szolgáltató havilap, a helyi önkormányzat kiadásában. Az újság rendszeresen közli a városháza híreit, a kerületben történő eseményeket, kulturális rendezvényeket, az önkormányzat döntéseit.

## Képgaléria

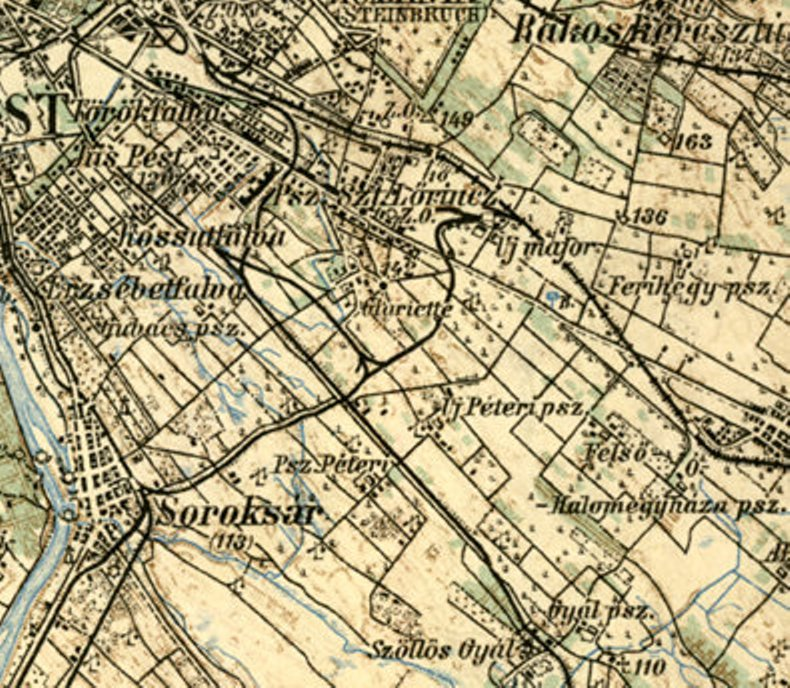
Erzsébetfalva, Gubacs puszta, Kossuthfalva egy régi térképen
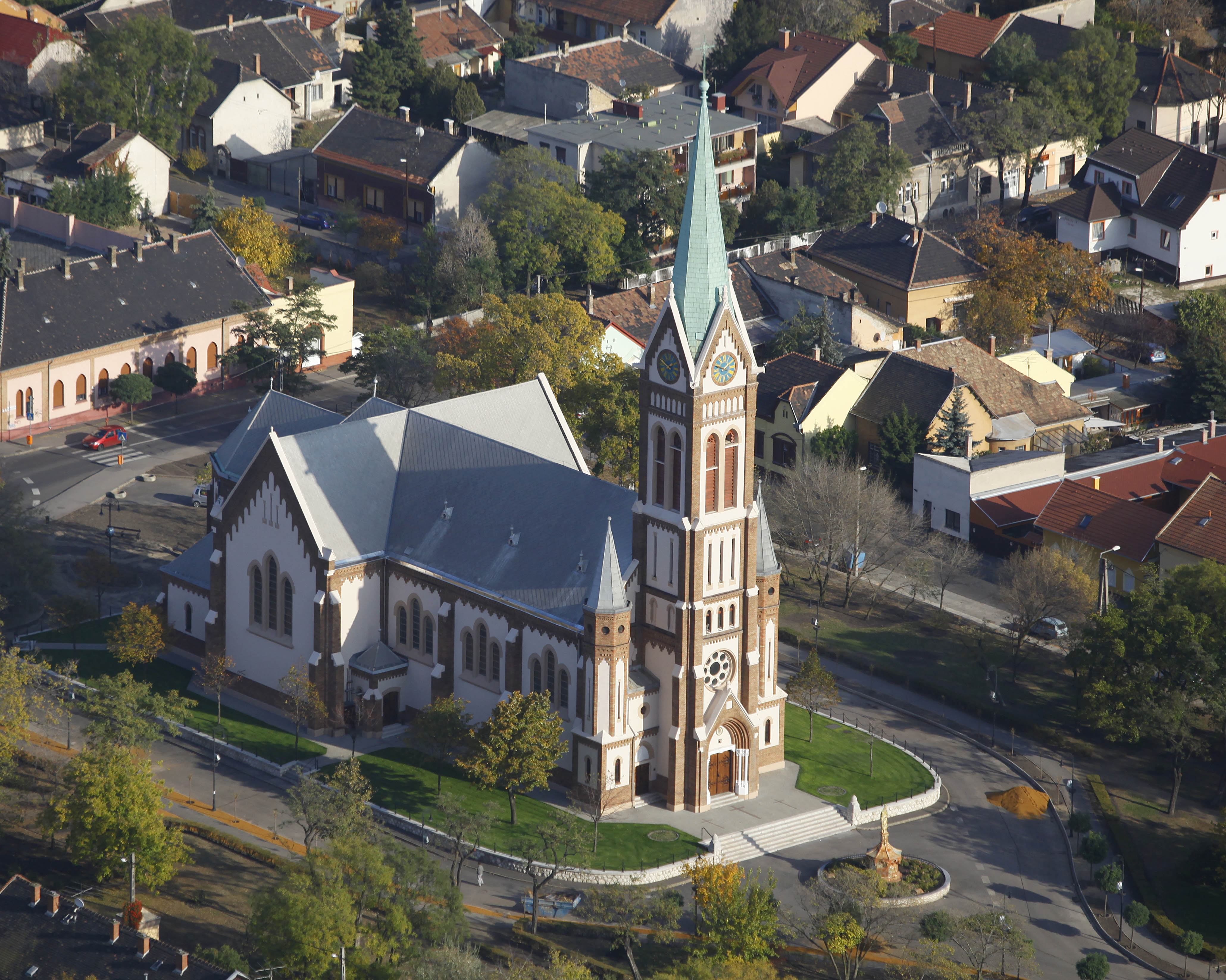
Árpád-házi Szent Erzsébet főplébániatemplom
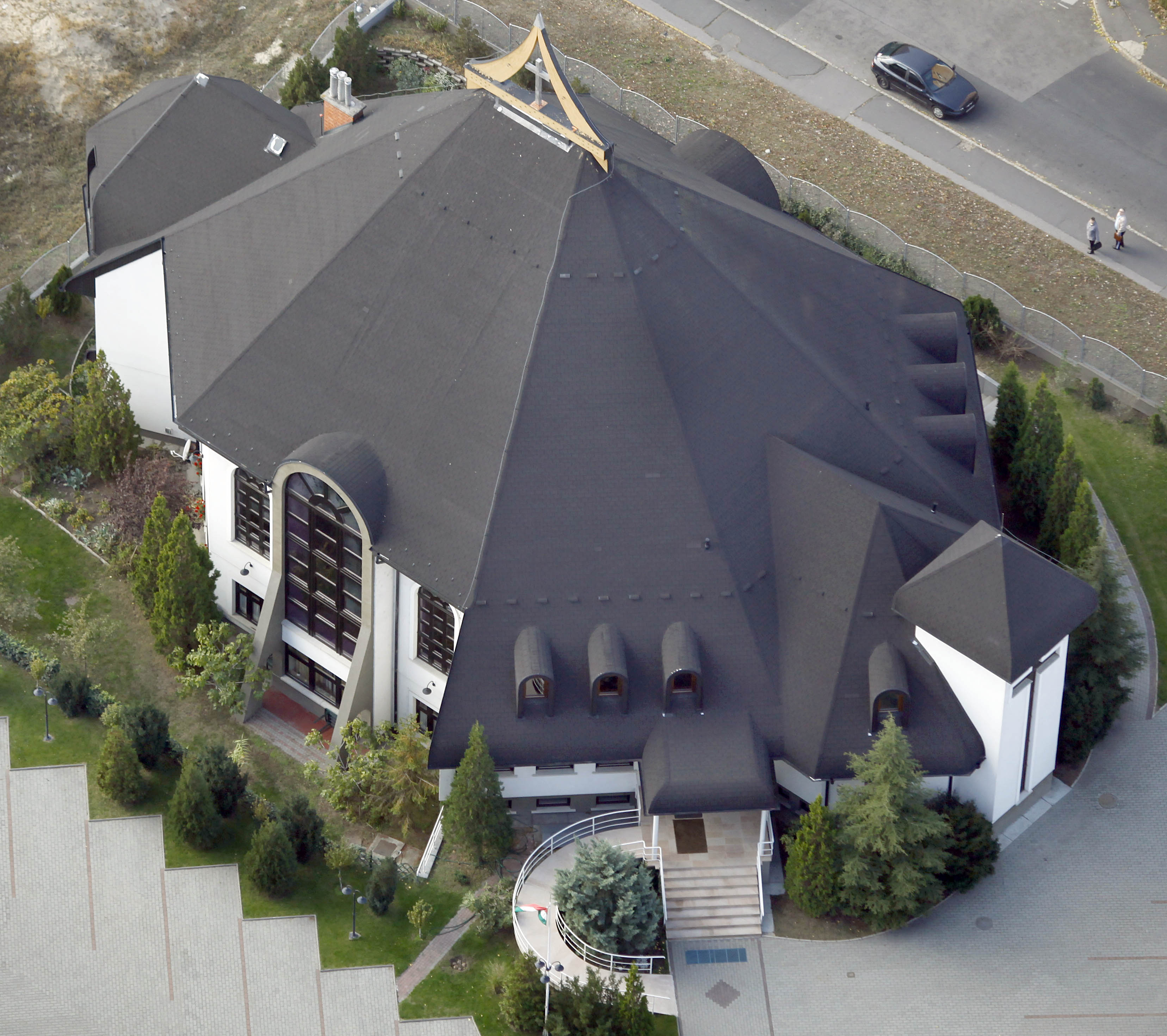
Pesterzsébeti Baptista gyülekezet
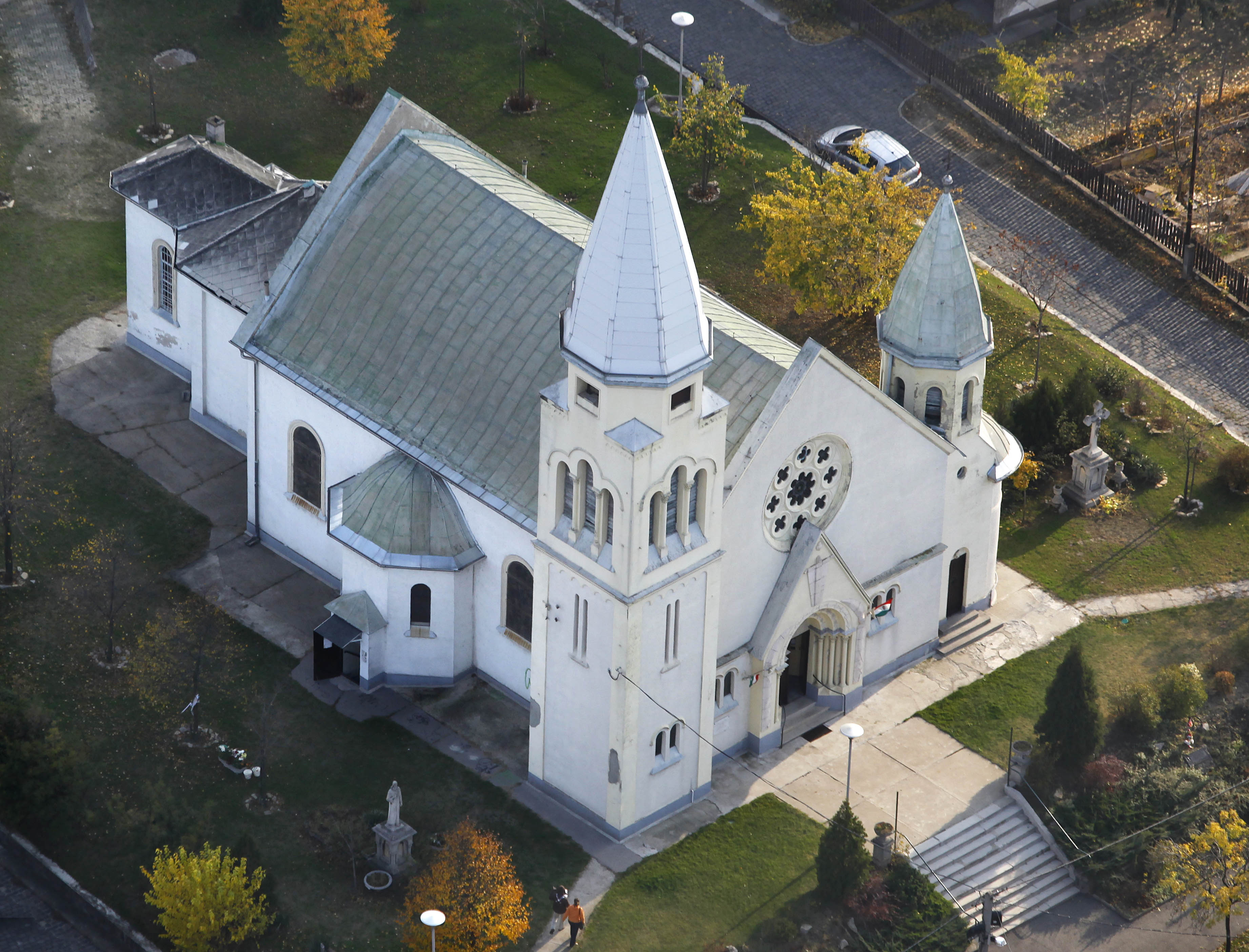
Pestszenterzsébet-Kossuthfalvai Szent Lajos plébániatemplom
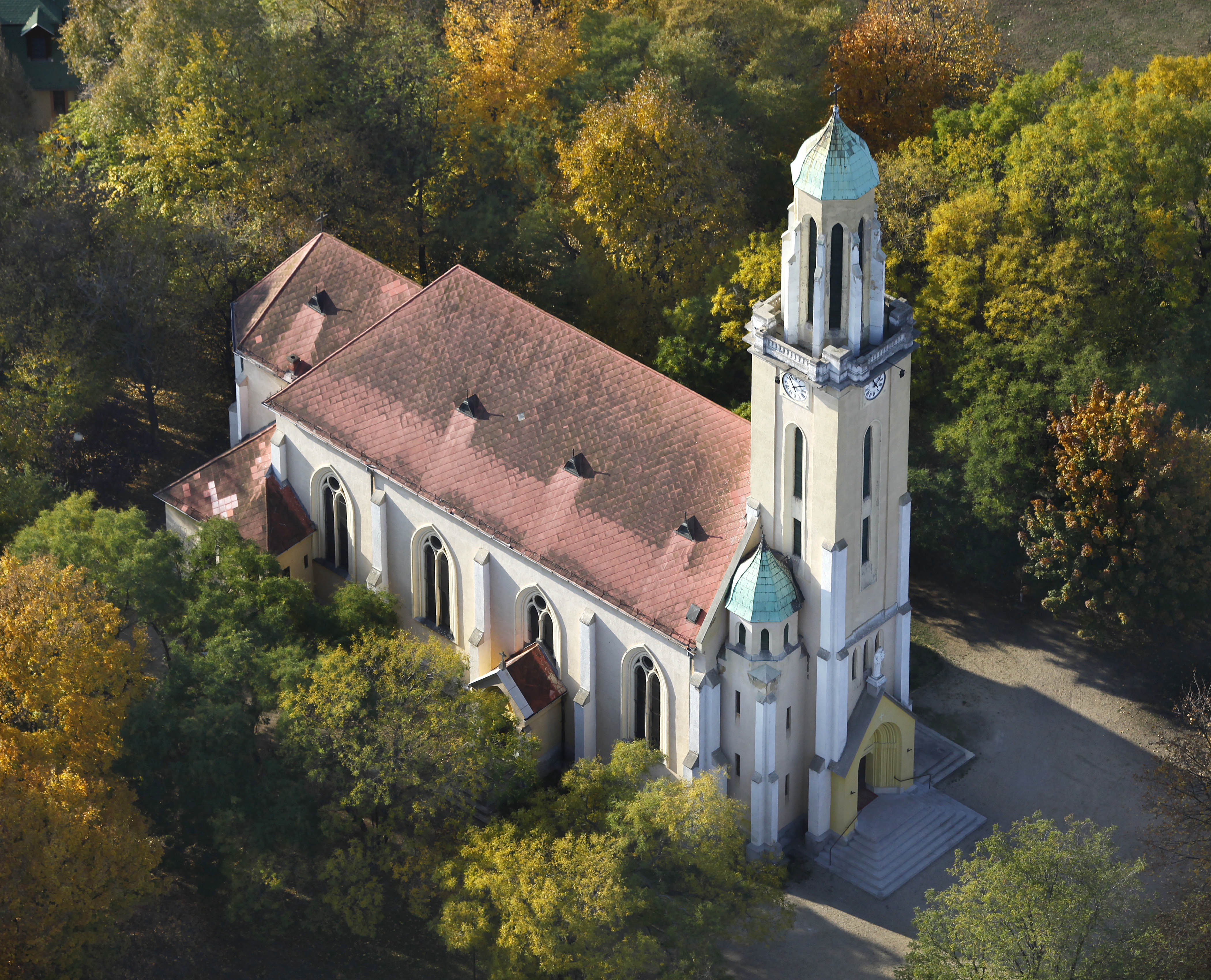
Pestszenterzsébet-Pacsirtatelepi Magyarok Nagyasszonya plébániatemplom
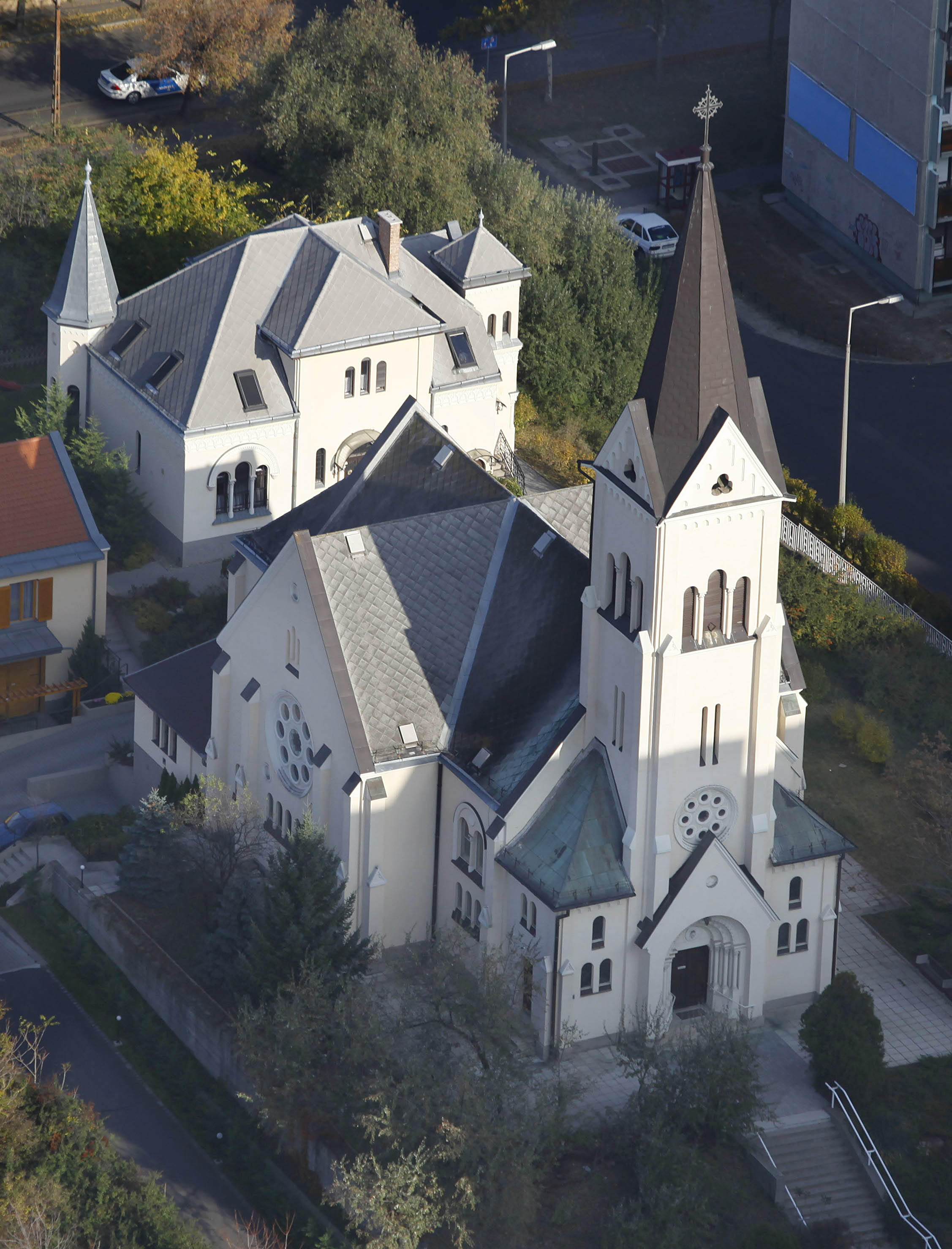
Pesterzsébeti Evangélikus Egyházközség temploma
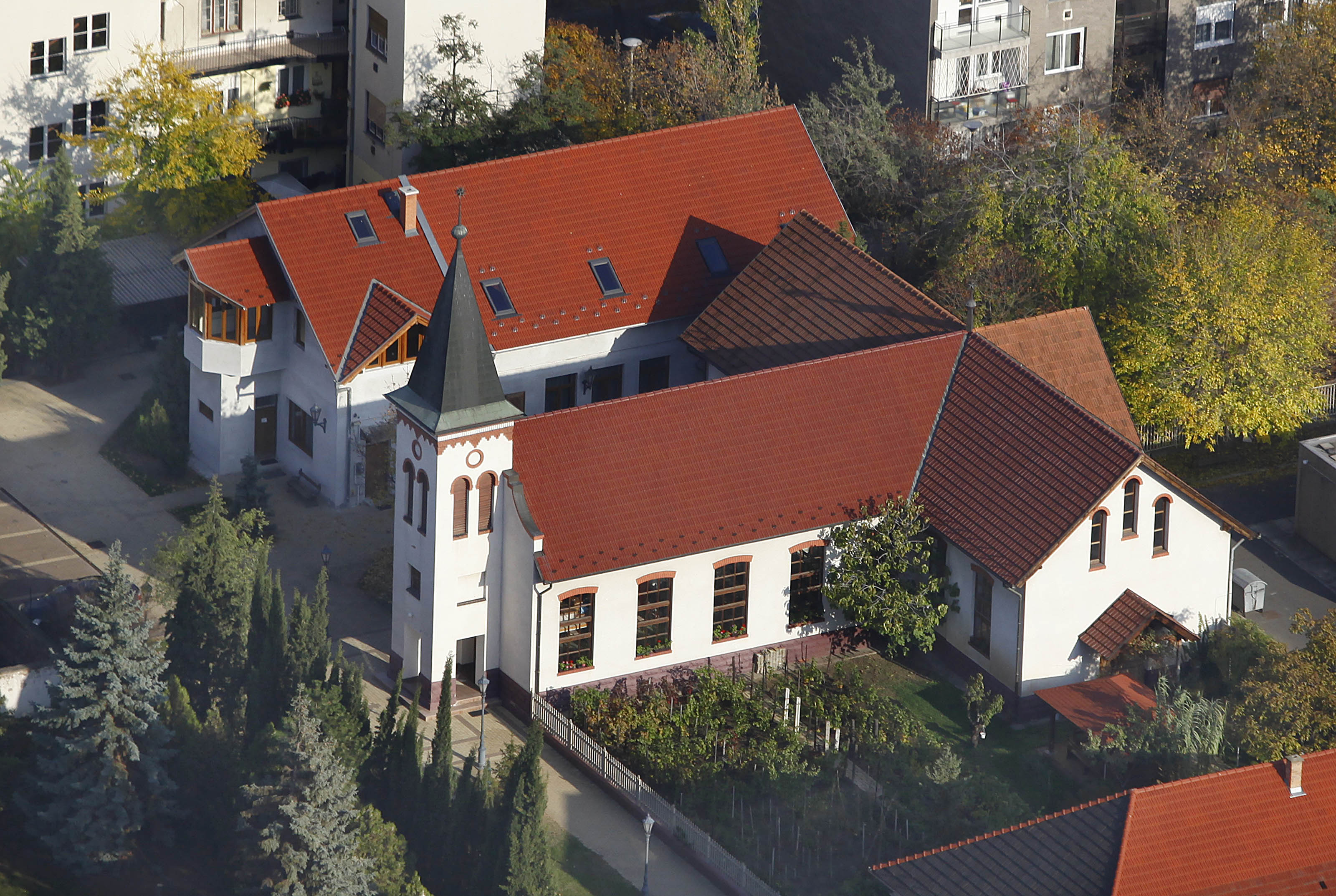
Budapest-Pesterzsébet-Központi Református Egyházközség temploma
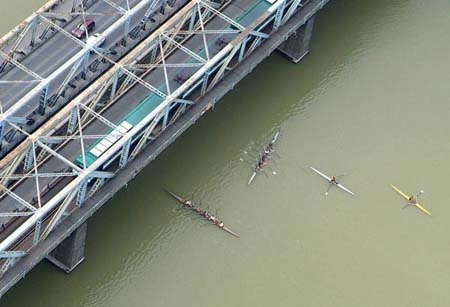
Evezősök a Gubacsi-híd alatt
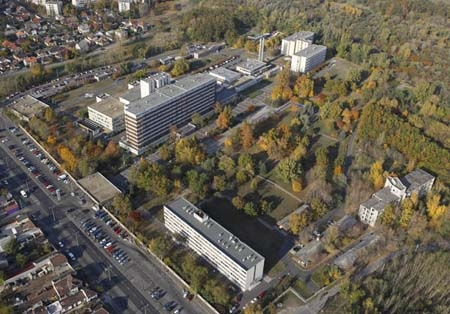
Dél-Pesti Jahn Ferenc kórház
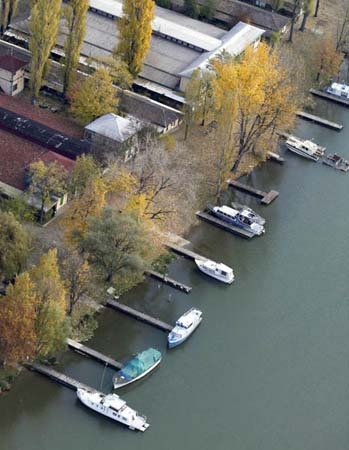